# Clarias maclareni
Clarias maclareni és una espècie de peix de la família dels clàrids i de l'ordre dels siluriformes.

## Morfologia
Els mascles poden assolir els 36 cm de llargària total.

## Distribució geogràfica
Es troba al nord-oest del Camerun.